# Побережник болотяний
Побере́жник боло́тяний, грязови́к (Limicola falcinellus)  — невеликий прибережний птах родини баранцевих (Scolopacidae). Єдиний представник роду Болотяний побережник (Limicola). Гніздиться в тундрі Євразії, в Україні пролітний птах.

## Опис

### Морфологічні ознаки

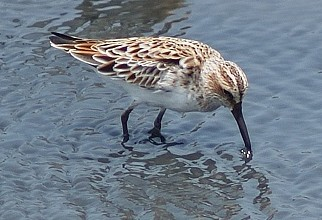
Побережник болотяний під час годування

Маленький кулики (розміром з горобця), з довгим, трохи зігнутим донизу дзьобом. Маса тіла 30-40 г, довжина тіла 16-18 см, розмах крил 34-37 см. У дорослого птаха в шлюбному вбранні верхня частина голови темно-бура; над оком біла «брова», від початку якої, від дзьоба через верх голови, проходить поздовжня біла смуга, тому «брова» неначе роздвоюється; низ голови і шия білуваті, з темними рисками; пера спини і попереку чорно-бурі, з вохристою облямівкою; верх крил темно-сірий; надхвістя біле, з поздовжньою чорно-бурою смугою посередині; низ білий, на волі і боках тулуба темні стрілоподібні плями; махові пера чорно-бурі; стернові пера сірі, центральна пара стернових пер чорно-бура; дзьоб темно-бурий, сплощений з боків і на кінці дещо загнутий донизу; ноги темно-бурі; у позашлюбному оперенні зверху світло-сірий; тім'я темніше; воло сірувате; решта низу біла. Молодий птах подібний до дорослого у шлюбному вбранні, але на волі і боках тулуба темні плями округлі.
Від решти побережників відрізняється виразними білими роздвоєними «бровами»; від малого баранця — також темно-бурими ногами і відсутністю жовтого кольору в оперенні.
Після підняття на крило молодих птахів, у серпні, у дорослих починається повне линяння, яке закінчується тільки на місцях зимівлі. Молоді птахи починають линяти і вкриватись зимовим оперенням (часткове линяння) тільки у вересні, закінчується линяння теж на місцях зимівлі. Зимове оперення (жовтень-березень). Пера верхньої сторони тіла буро-сірі з чорно-бурими центрами.
Пера попереку і верхні покривні хвоста чорно-бурі з вузенькими іржастими облямівками. Низ білий, шия спереду і воло з сірим нальотом і темно-бурими поздовжніми плямами. Молоді птахи до жовтня схожі на дорослих у весняному оперенні, і відрізняються тільки тим, що на волі у них значно менше плямок і вони світліші та розпливчаті.

### Звуки
Злітаючи, подає пронизливе «трірр»; шлюбний крик нагадує щебетання берегової ластівки.

## Поширення та місця існування
Ареал побережника болотяного досить широкий. Він трапляється в південній частині тундрової зони та на крайній північній частині тайгової зони між полярним колом і 80° північної широти майже всієї Євразії, від Скандинавського півострова до прибережних районів Східно-Сибірського моря, за деякими джерелами, також у Гренландії і на Шпіцбергені.
Зимує в прибережних регіонах Аравійського півострова, Африки, Південно-східної Азії і Австралії.
В Україні побережник болотяний є постійним, але нечисленним осіннім перелітним птахом на Дніпрі і морському узбережжі; в цих місцях побережники болотяні зрідка трапляються й літом як негніздові бродячі птахи; під час весняного перельоту іноді спостерігали тільки на морському узбережжі та деяких районів півдня України.
Типовими місцями існування побережника болотяного є вологі ділянки мохових і трав'янистих боліт, заболочені береги річок і лагун, мулисті озера і річкові мілини серед купин, кущів та дерев.

## Чисельність
Чисельність в Європі станом на кінець ХХ ст. оцінена в 9,2-22 тис. пар. Світова популяція оцінюється в 71-160 млн особин. Чисельність скорочується.

## Розмноження

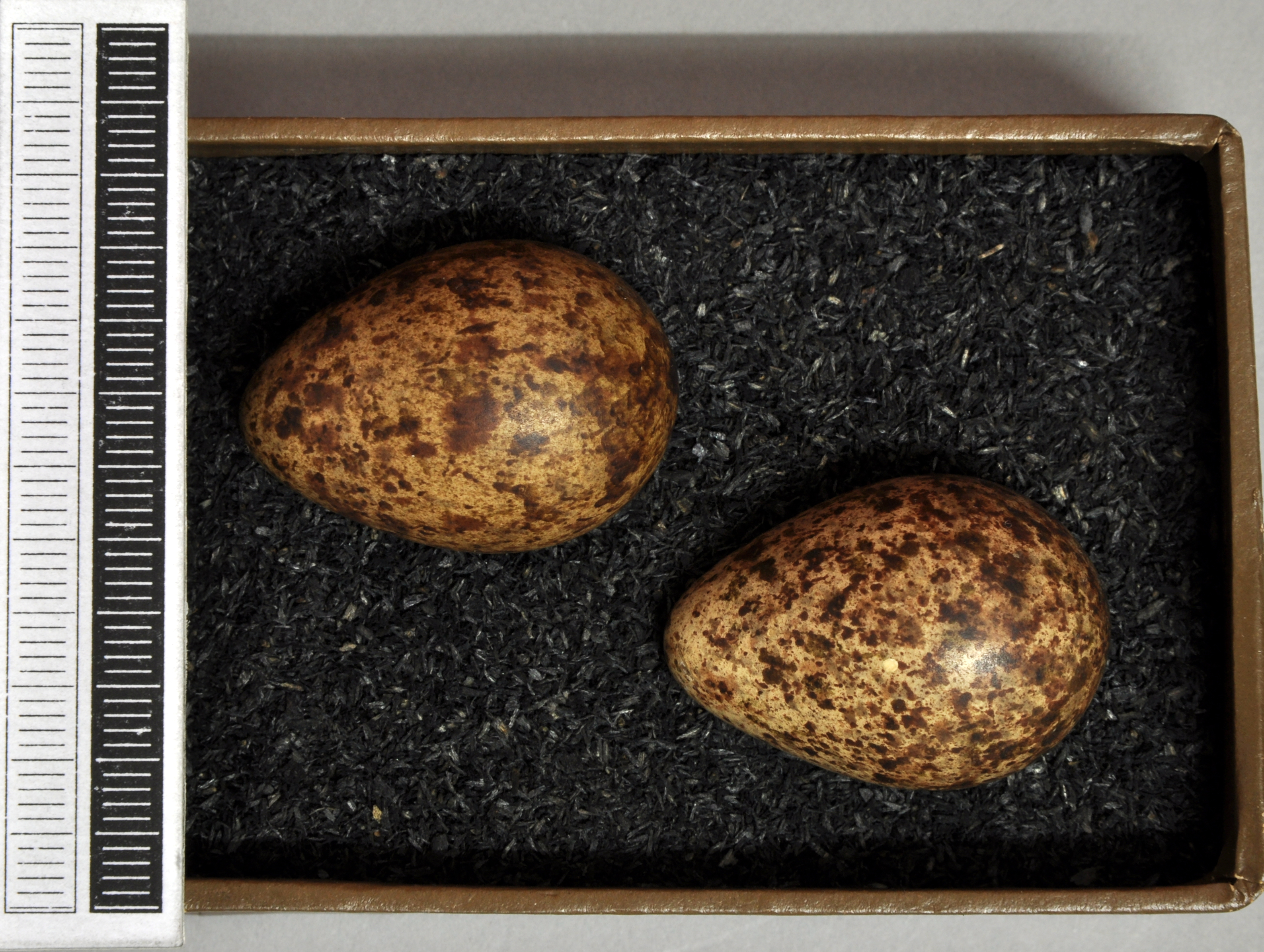
Яйця в оологічній колекції

Птахи гніздяться невеликими колоніями — від 2 до 20 пар, які віддалені одна від одної на 80-100 м. Гнізда робить на землі на сухому місці серед високої трави або в кущах з підстилкою з березових або вербових листків. Яйця відкладають з настанням тепла, на початку червня. У кладці найчастіше чотири яйця бежевого або брудно-жовтого кольору з великою кількістю дрібних темних цяточок. Кладку насиджують самка з самцем по черзі протягом 22 днів.

## Сезонні міграції
Побережник болотяний є дальнім мігрантом, мігрує широким фронтом. Під час сезонних міграцій чергує короткі перельоти з тривалими зупинками для годування. Дорослі птахи, що гніздяться у Фенноскандії, залишають місця гніздування в липні (молоді відлітають в серпні) та зупиняються у значній кількості на півдні України (на Сивашу та інших місцях Азово-Чорноморського узбережжя), на узбережжі Болгарії, Близького Сходу, Каспійського моря. Після тривалої зупинку здійснюють швидкий переліт у період серпень — початок жовтня до місць зимівлі в Африці, Пакистані та південній Індії. Східні гніздові популяції мігрують широким фронтом через тайгу або вздовж східного узбережжя Азії протягом вересня-жовтня та вертаються назад у квітні-травні. Фенноскандинавські гніздові популяції залишають місця зимівлі у період з середини квітня до початку червня. Невелика кількість птахів, що не беруть участь у розмноженні, залишаються влітку на місцях зимівель.

## Живлення
Живиться на непокритих рослинністю обмілинах, на грязьових мілководних ділянках озер, річок і морських лагун. Пересувається повільно, невеликими кроками на мілководді, час від часу занурюючи в мул свій дзьоб.
Побережник болотяний є всеїдним птахом. До спектру живлення входять морські багатощетинкові черви, дрібні двостулкові та черевоногі молюски, ракоподібні (зокрема, бокоплави), імаго і личинки комах (зокрема, жуки, прямокрилі, мурашки). Ці птахи також вживають у їжу насіння водних рослин.

## Охорона
Побережник болотяний охороняється відповідно до Угоди про збереження афро-євразійських мігруючих водно-болотних птахів та Бернської конвенції.